# نبوت
نبوت یا پیامبری ادعای یک نبی مبنی بر رساندن پیامی است ادعا شده از سوی یک خدا به او وحی شده‌است. چنین مفهومی به خصوص در ادیان ابراهیمی اهمیت زیادی دارد.